# Universidad de Connecticut
La Universidad de Connecticut (University of Connecticut en inglés), conocida como UConn, es una universidad pública ubicada en los Estados Unidos de América. Fue fundada en 1881 y tiene unos 30.000 estudiantes, incluidos más de 7.000 estudiantes de posgrado, en sus siete campus. El campus principal de UConn se sitúa en Storrs (Connecticut). 
La presidenta de la universidad, desde el agosto de 2019, es Thomas Katsouleas.

## Historia
UConn fue fundada en 1881 como Escuela de Agricultura Storrs. Los hermanos Charles y Augustus Storrs donaron la tierra y el dinero para establecer la escuela. Las mujeres comenzaron a asistir a clases en 1891 y fueron admitidas oficialmente en 1893 cuando cambió de nombre a Universidad de Agricultura Storrs. Volvió a cambiar de nombres en 1899, a Universidad de Agricultura de Connecticut; en 1933, a Universidad Estatal de Connecticut; y en 1939 al actual de Universidad de Connecticut.
En 1940 la universidad fue dividida en varias facultades y escuelas. La Facultad de Trabajo Social y la Escuela de Enfermería se establecieron ese año. Los programas de posgrado también comenzaron en 1940, incluyendo doctorados desde 1949. Durante los años 1960 el Centro de Salud de UConn fue establecido en Farmington para las nuevas facultades de Medicina y de Odontología.

## Campus

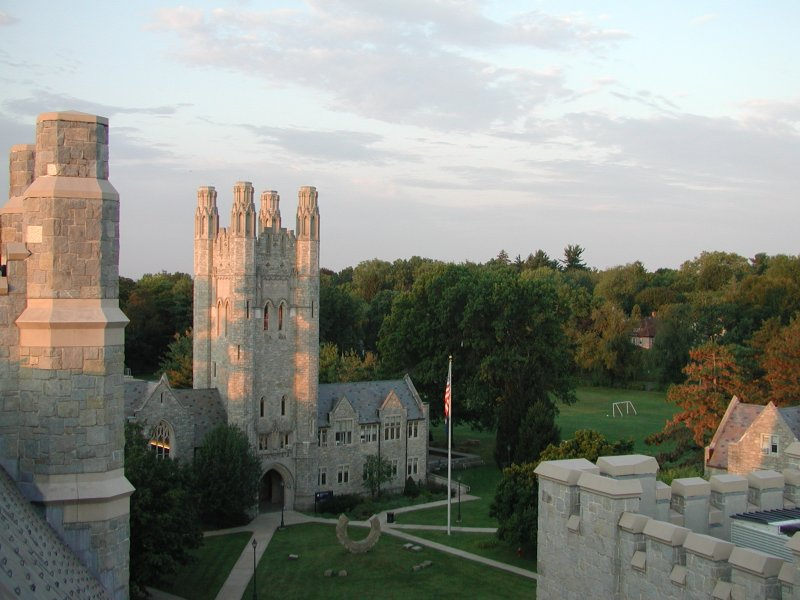
Facultad de Derecho

El campus principal de UConn está en Storrs, Connecticut, que es una pedanía de Mansfield y está aproximadamente 45 kilómetros al este de Hartford que es la capital de Connecticut. Además del campus en Storrs, hay cuatro campus regionales: Avery Point (en Groton), Hartford, Stamford, y Waterbury.
La Facultad la de Derecho de UConn está en Hartford. La Facultad de Medicina y la Facultad de Odontología están ambas en Farmington. Las instalaciones de enseñanza e investigación de la Escuela de Negocios también están en Hartford.

## Estudios
UConn ha sido elegida la mejor universidad pública de Nueva Inglaterra y es una de las 25 mejores universidades públicas en investigación de los Estados Unidos. 
UConn ofrece 105 áreas principales de estudio, ocho grados, 16 programas de posgrado, y cinco programas profesionales. También hay 64 especializaciones secundarias que incluyen programas que no son áreas principales. Algunas especializaciones secundarias que no son áreas principales son Acuicultura, Bioinformática, y Derechos Humanos. La Facultad de Derecho y la Escuela de Negocios son dos de las mejores escuelas de postgrado de los Estados Unidos en sus disciplinas. 
UConn es famosa por sus programas de Lingüística, Derecho, Administración de Asistencia Médica, Odontología, y Educación.

## Admisiones y rankings
La tasa de admitidos en la Universidad de Connecticut ha disminuido a un 49%, de las aproximadamente 21.000 solicitudes que recibe para matrículas de pregrado cada año. Aproximadamente 40.000 posibles estudiantes visitan el campus de Storrs cada año. La tasa de retención de UConn es una de las 25 mejores en los Estados Unidos: El 93% de los estudiantes matriculados el primer año vuelven para su segundo año.

## Actividades estudiantiles
Aproximadamente el 75% de los estudiantes viven en el campus. La universidad patrocina muchos eventos durante el año y supervisa más de 300 organizaciones de estudiantes de grado y posgrado. Hay una gran variedad de asociaciones en el campus. Hay fraternidades, hermandades femeninas, grupos musicales, y clubes religiosos, atléticos, políticos, culturales, de negocios, militares, artísticos, y de servicio comunitario. La universidad también tiene un periódico de estudiantes que es el más importante de Connecticut. UConn es una universidad rural y por eso la mayoría de las actividades ocuren en el campus, pero la universidad proporciona transporte en autobús gratis a otros eventos en Connecticut y Boston. 

## Deportes

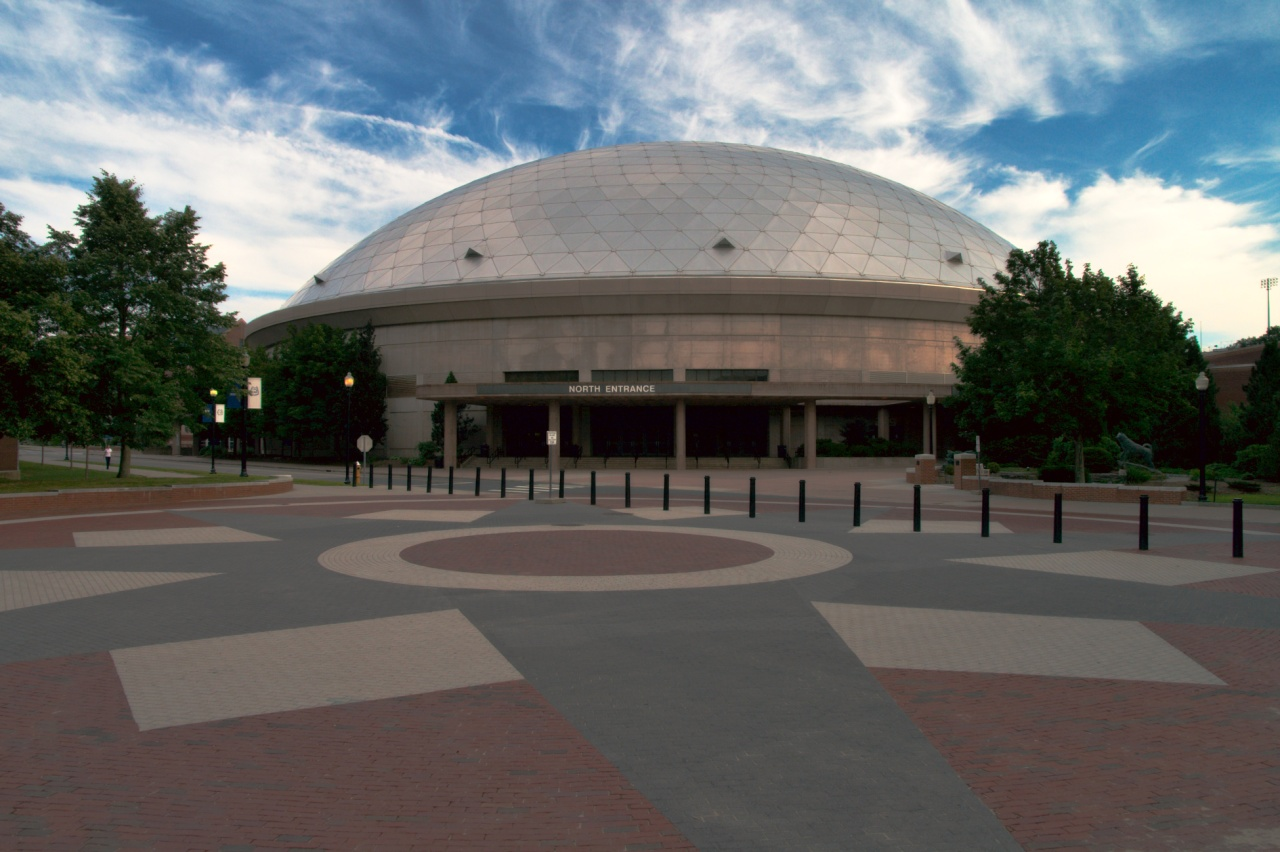
Exterior del Pabellón Harry A. Gampel

Los equipos deportivos de UConn, conocidos como los Huskies, participan en la División I de la NCAA y compiten en la Big East Conference, excepto los equipos de hockey sobre hielo (el masculino compite en la Atlantic Hockey y el femenino en la Hockey East) y fútbol americano (independiente en la División I FBS). Darin Lewis, Damani Ralph, Ray Allen, Richard Hamilton, Rebecca Lobo, Diana Taurasi, Dan Orlovsky, Maya Moore, Kemba Walker, Breanna Stewart son algunos de sus deportistas que han dado el salto a profesionales.
Aproximadamente el 70% de los deportistas becados se gradúan en la universidad, y casi el 50% mantienen un 3.0 GPA de calificación media. Muchos estudiantes ha sido All-Americans como Emeka Okafor. En 2003 el equipo de fútbol americano fue el único equipo de una universidad pública en que el 80% o más de sus jugadores se graduaron. Los equipos de baloncesto masculino y femenino están entre los 10 mejores de Estados Unidos en cuanto a palmarés. El equipo masculino ganó los campeonatos de la División I de la NCAA en 1999, 2004, 2011, 2014, 2023 y 2024 y las mujeres ganaron en 1995, 2000, 2002, 2003, 2004, 2009, 2010, 2013, 2014, 2015, 2016 y 2025. UConn fue la primera universidad de Division I en que los equipos de baloncesto masculino y femenino ganaron el campeonato en el mismo año, en 2004, y repitieon éxito en 2014. También es la única universidad de la Division I cuyos equipos de baloncesto masculino y femenino han ganado múltiples campeonatos nacionales.
Uconn también ofrece fútbol, fútbol americano, hockey sobre hierba, béisbol, atletismo, golf, remo, sóftbol, natación y clavados, tenis, y voleibol en la 1.ª División.

## Instalaciones

### Servicios
El campus de Storrs tiene instalaciones gracias a las cuales puede ser autosuficiente, como una fábrica de gestión de residuos, un generador de gas natural, y una depuradora de aguas residuales. Los estudiantes usan también estas instalaciones para investigación y análisis.

### Invernaderos
Las Instalaciones de Cultivo de Plantas del EEB, es una unidad operativa del EEB (Department of Ecology & Evolutionary Biology) Departamento de Ecología y Biología Evolutiva de la Facultad de Artes Liberales y Ciencias de la Universidad de Connecticut. 
Los invernaderos EEB contienen una de las colecciones más diversas de plantas de enseñanza en los Estados Unidos, con unas 2850 accesiones. Esta excepcional colección es una unidad básica de la biodiversidad para la Investigación. Las colecciones EEB se utilizan ampliamente para la enseñanza y la investigación en la Universidad de Connecticut

### Bibliotecas

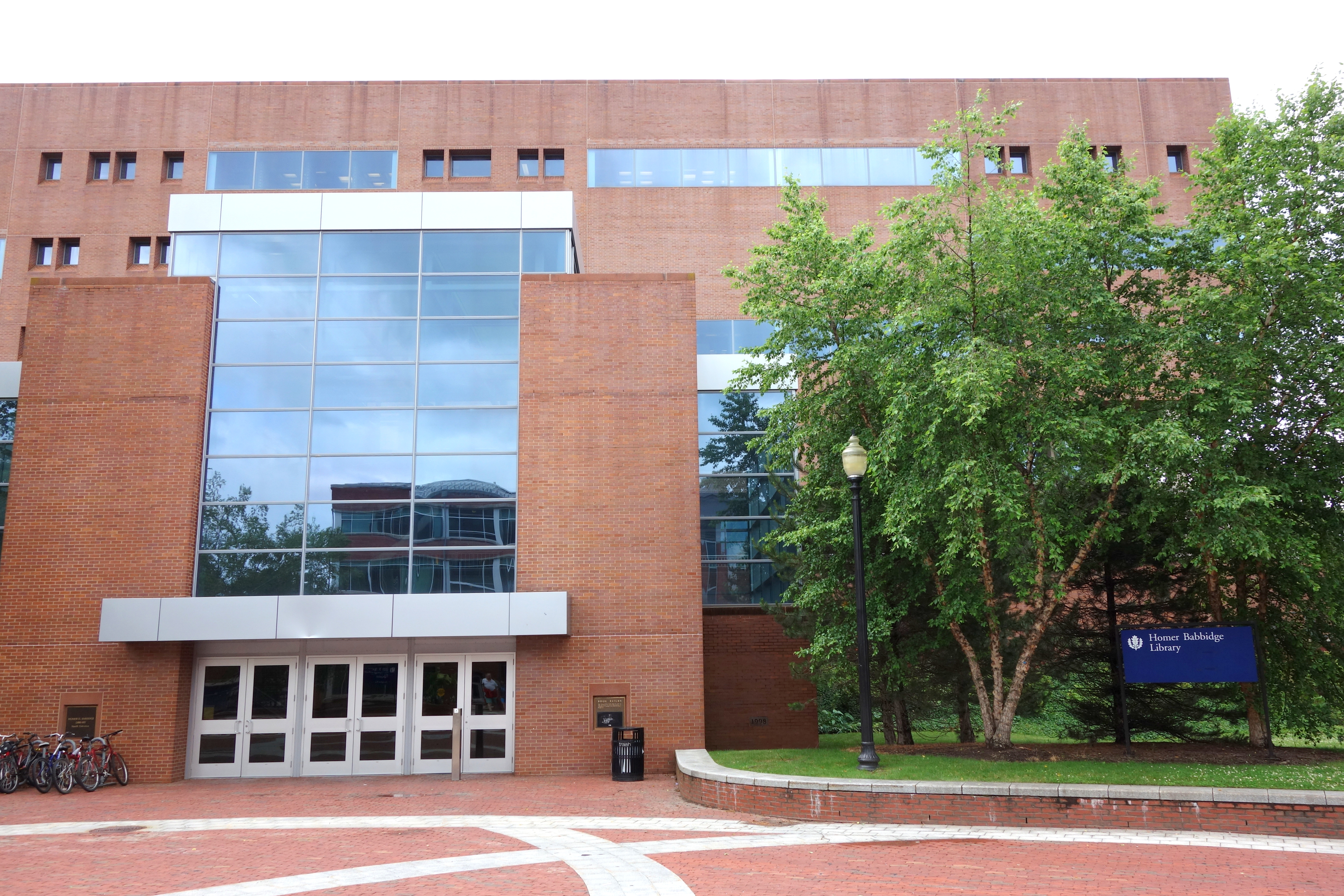
Biblioteca Homer D. Babbidge

Las bibliotecas de la Universidad de Connecticut constituyen, todas juntas, la colección pública más grande de investigación en Connecticut.
La biblioteca principal es la Biblioteca Homer D. Babbidge en el campus en Storrs. Dicha biblioteca experimentó una renovación de US$3 millones que terminó en 1998. El campus en Storrs también tiene las Bibliotecas de Música y de Farmacia y el centro de investigación de Thomas J. Dodd que contiene los archivos, los manuscritos, y las colecciones especiales. Los campus regionales tienen bibliotecas también como la Biblioteca de Jeremy Richard en Stamford y la Biblioteca de Trecker en Hartford.
La colección en la Biblioteca de Homer D. Babbidge contiene más de 2.5 millones de libros, aproximadamente 2,500 periódicos, más de 35,000 revistas digitales, 2.8 millones de unidades de microfilm, y 180,000 mapas.